# 1904年のメジャーリーグベースボール
以下は、メジャーリーグベースボール（MLB）における1904年のできごとを記す。1904年4月14日に開幕し10月10日に全日程を終え、ナショナルリーグはニューヨーク・ジャイアンツが15年ぶり3度目の優勝をし、アメリカンリーグはボストン・アメリカンズが2年連続2度目の優勝をした。しかし前年から始まったワールドシリーズは、ニューヨーク・ジャイアンツが対戦を拒否して中止となった。
1903年のメジャーリーグベースボール - 1904年のメジャーリーグベースボール - 1905年のメジャーリーグベースボール

## できごと
アメリカンリーグの優勝争いは最後までもつれて、公式戦最終日のボストン・アメリカンズとニューヨーク・ハイランダース戦ダブルヘッダー第一試合で、ハイランダースのジャック・チェスブロ投手が最後に暴投してボストン・アメリカンズがアメリカン・リーグを連覇した。
一方ナショナルリーグは、ニューヨーク・ジャイアンツが、ボルチモア・オリオールズ（この年からニューヨーク・ハイランダース）からジョン・マグロー監督を引き抜き、戦力強化を目指して、1902年は途中から指揮を取って最下位であったが前年1903年は2位に躍進し、そしてこの年に優勝した。投手陣にはクリスティ・マシューソン（2年連続最多奪三振212）、ジョー・マクギニティ（最多勝35勝・最優秀防御率1.61）、打者ではロジャー・ブレスナハン捕手、ビル・ダーレン遊撃手（この年最多打点80）、これにトレードで獲得したマイク・ドーリン、アート・デブリンらが揃い、シカゴ・カブスに13ゲーム差をつけて、15年ぶりマグロー監督の下では初めてリーグ優勝した。マグローがオリオールズからマクギニティ、プレスナハン、ダーレンを連れてジャイアンツに入れ、それにクリスティ・マシューソンが頭角を現し、1903年から3年連続30勝を挙げて実力の片鱗を見せ始めていた。ここからジャイアンツをナショナルリーグきっての名門球団にマグローは育て上げた。
- ニューヨーク・ハイランダースのジャック・チェスブロ投手はこの年41勝12敗で、この41勝は1901年以降のメジャー・リーグでは現在に残るシーズン最多勝利数である。しかもこの年にシーズン最多先発51、シーズン最多完投48も記録し、これも今も最多記録として残っている。しかしこの酷使が彼の投手生命を縮める結果となった。
- フィラデルフィア・アスレチックスのルーブ・ワッデルはこの年25勝19敗で奪三振349個で、これはその後1965年にロサンゼルス・ドジャースのサンディ・コーファックスが382個で破られるまで、1901年以降のメジャー・リーグの最高記録であった。しかもその後もノーラン・ライアンが383個(1973年)、同じくライアンが367個(1974年)、ランディ・ジョンソンが364個(1999年)、同じくジョンソンが372個(2001年)を記録しただけでメジャーリーグ史上6位の記録であり、左腕投手としては史上4位、そして現在でもアメリカンリーグの左腕投手の奪三振のシーズン最高記録である。
- ニューヨーク・ジャイアンツのジョー・マクギニティ投手は、別名アイアンマンと呼ばれ、1899年から1907年まで9年連続で投球回数が300イニングを超え、特に1903年とこの1904年は400イニングを超えて、かつ両年とも最多勝となり、鉄腕投手であった。（1946年殿堂入り）

### ニューヨーク・ジャイアンツのワールドシリーズ拒否
- ニューヨーク・ジャイアンツのジョン・マグロー監督は、アメリカンリーグ優勝チームとの対戦を潔しとはせず、対戦を拒否し、この年のワールドシリーズは開かれなかったが、原因はバン・ジョンソン会長(アメリカン・リーグ)への反発であった。新しいリーグが出来た1901年にボルチモア・オリオールズの監督兼共同オーナーとしてジョンソン会長に迎え入れられたマグローだったが、会長の強引なボルチモアからニューヨークへの移転に猛反発して、マグローは対抗するナショナル・リーグのニューヨーク・ジャイアンツに移り、ジョンソンと対立した結果、この年のボイコットとなった。ジャイアンツの会長であるジョン・T・ブラッシュもジョンソン会長を憎悪していた。ところが、このボイコットはジャイアンツの選手の中からも批判が起こり、ニューヨークのファンや新聞などでも批判の声が強かった。選手の側からすれば、当時スター級の選手でも年俸3000ドルであった時代に、シリーズに出るだけで1000ドルの分配金を手にする機会を奪われたことは大きかった。ジャイアンツのブラッシュ会長はこのことで、その後に大きく考えを改め、翌1905年にワールドシリーズの開催規約を両リーグに提案し、コミッションによる管轄、収入の分配方法、選手の出場資格などを定め、それらは「ブラッシュ・ルール」と今日まで呼ばれている。

### 規則の改正
- ピッチャーのマウンドの高さに関する規則が制定された。高さはホームプレートから15インチ以内とされた。

### 記録
- サイ・ヤングが5月5日のフィラデルフィア・アスレチックス戦で、アメリカンリーグ最初の完全試合を達成し、またアスレチックスに対し連続24イニングノーヒットで、連続45イニング無失点という記録も作っている。そして史上初の通算400勝を達成した。

## 最終成績
| 順 | チーム                           | 勝利 | 敗戦 | 勝率 | G差  |
| -- | -------------------------------- | ---- | ---- | ---- | ---- |
| 1  | ボストン・アメリカンズ           | 95   | 59   | .617 | --   |
| 2  | ニューヨーク・ハイランダース     | 92   | 59   | .609 | 1.5  |
| 3  | シカゴ・ホワイトソックス         | 89   | 65   | .578 | 6.0  |
| 4  | クリーブランド・ナップス         | 86   | 65   | .570 | 7.5  |
| 5  | フィラデルフィア・アスレチックス | 81   | 70   | .536 | 12.5 |
| 6  | セントルイス・ブラウンズ         | 65   | 87   | .428 | 29.0 |
| 7  | デトロイト・タイガース           | 62   | 90   | .408 | 32.0 |
| 8  | ワシントン・セネタース           | 38   | 113  | .252 | 55.5 |

| 順 | チーム                       | 勝利 | 敗戦 | 勝率 | G差  |
| -- | ---------------------------- | ---- | ---- | ---- | ---- |
| 1  | ニューヨーク・ジャイアンツ   | 106  | 47   | .693 | --   |
| 2  | シカゴ・カブス               | 93   | 60   | .608 | 13.0 |
| 3  | シンシナティ・レッズ         | 88   | 65   | .575 | 18.0 |
| 4  | ピッツバーグ・パイレーツ     | 87   | 66   | .569 | 19.0 |
| 5  | セントルイス・カージナルス   | 75   | 79   | .487 | 31.5 |
| 6  | ブルックリン・スーパーバス   | 56   | 97   | .366 | 50.0 |
| 7  | ボストン・ビーンイーターズ   | 55   | 98   | .359 | 51.0 |
| 8  | フィラデルフィア・フィリーズ | 52   | 100  | .314 | 53.5 |

## 個人タイトル

### アメリカンリーグ
| 項目   | 選手                             | 記録 |
| ------ | -------------------------------- | ---- |
| 打率   | ナップ・ラジョイ (CLE)           | .376 |
| 本塁打 | ハリー・デービス (PHA)           | 10   |
| 打点   | ナップ・ラジョイ (CLE)           | 102  |
| 得点   | パッシー・ドーガーティ (BOS/NYY) | 113  |
| 安打   | ナップ・ラジョイ (PHA)           | 208  |
| 盗塁   | ハリー・ベイ (CLE)               | 38   |
| 盗塁   | エルマー・フリック (CLE)         | 38   |

| 項目   | 選手                         | 記録 |
| ------ | ---------------------------- | ---- |
| 勝利   | ジャック・チェスブロ (NYY)   | 41   |
| 敗戦   | ハッピー・タウンゼント (WS1) | 26   |
| 防御率 | アディ・ジョス (CLE)         | 1.59 |
| 奪三振 | ルーブ・ワッデル (PHA)       | 349  |
| 投球回 | ジャック・チェスブロ (NYY)   | 454⅔ |
| セーブ | ケース・パッテン (WS1)       | 3    |

### ナショナルリーグ
| 項目   | 選手                         | 記録 |
| ------ | ---------------------------- | ---- |
| 打率   | ホーナス・ワグナー (PIT)     | .349 |
| 本塁打 | ハリー・ラムリー (BRO)       | 9    |
| 打点   | ビル・ダーレン (NYG)         | 80   |
| 得点   | ジョージ・ブラウン (NYG)     | 99   |
| 安打   | ジンジャー・ビューモン (PIT) | 185  |
| 盗塁   | ホーナス・ワグナー (PIT)     | 53   |

| 項目   | 選手                           | 記録 |
| ------ | ------------------------------ | ---- |
| 勝利   | ジョー・マクギニティ (NYG)     | 35   |
| 敗戦   | オスカー・ジョーンズ (BRO)     | 25   |
| 敗戦   | ビック・ウィリス (BSN)         | 25   |
| 防御率 | ジョー・マクギニティ (NYG)     | 1.61 |
| 奪三振 | クリスティ・マシューソン (NYG) | 212  |
| 投球回 | ジョー・マクギニティ (NYG)     | 408  |
| セーブ | ジョー・マクギニティ (NYG)     | 5    |